# Thymebatis hypsista
Thymebatis hypsista är en stekelart som beskrevs av Porter 1980. Thymebatis hypsista ingår i släktet Thymebatis och familjen brokparasitsteklar. Inga underarter finns listade i Catalogue of Life.